# Grewia subspathulata
Grewia subspathulata là một loài thực vật có hoa trong họ Cẩm quỳ. Loài này được N.E.Br. mô tả khoa học đầu tiên năm 1909.